# Euploea phokion
Euploea phokion är en fjärilsart som beskrevs av Hans Fruhstorfer 1904. Euploea phokion ingår i släktet Euploea och familjen praktfjärilar. Inga underarter finns listade i Catalogue of Life.